# 鄺富灼

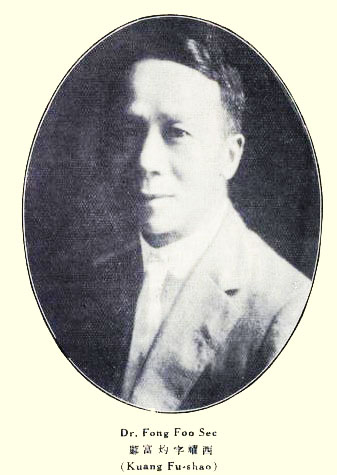

鄺富灼（1869年—1931年），字耀西、一字曜西，广东新宁（今台山市）人。中国翻译家、英语专家。

## 生平
鄺富灼出生在一个农民家庭，家里有包括他在内的8个子女。8岁入老家村里的私塾念书。1882年，鄺富灼到美国打工。为了补习英语，他上了一所夜校。一位华裔基督教牧师陈绣石（Chin Toy）帮助了他，且使他皈依了基督教。他很快就成为救世军的热心成员。不久他离开薩克拉門托到了旧金山，接受六个月的培训课程。他为救世军在太平洋沿岸奔走，后来在旧金山的救世军总部任职。他接受了速记和打字训练，之后成了太平洋沿岸救世军主任（Chief Officer of the Salvation Army on the Pacific Coast）的速记员。1885年到1893年，他一直任职于救世军。1897年，他到庞蒙纳学校（Pomona College）学习，并在校园内工作以维持生计，这样一直过了五年，他读完了高中课程和大学预科。1902年他考进加利福尼亚大学，1905年他获得了文学士学位（Bachelor of Letters）。此后他又进入哥伦比亚大学师范学院，获文学硕士（M.A.）及教育学硕士（M.E.）学位。
毕业后，他被中国驻美国公使梁诚举荐给两广总督岑春煊。回到中国后，1906年夏，他任广州方言学堂、两广高等学堂英文教师。1907年，他到北京获授进士。此后他在学部任职。1908年4月，他应张元济的邀请，到上海商务印书馆编辑所任英文部主任。1920年太平洋学会成立，他任首届董事。1922年，他被庞蒙纳学校授予法学博士学位，此前该校仅两次授予其他人该学位。1929年前后，他因为和编译所所长王云五产生矛盾而退休。
他曾任中华基督教青年会全国协会会长多年。他还曾任（Institution of Chinese Blind）的管理委员会委员，上海中华基督教青年会会长，齐鲁大学校董，南洋商学院名誉校长，中华基督教教育协会执行委员会委员，（Forestry Fund）的执行委员会委员，上海廣東中華基督敎會（Cantonese Union Church in Shanghai）长老。

## 著作
- 新英文典
- 英文法阶梯（中学适用）
- 循序英文读本
- 简易英文习字贴
- 英语作文教科书
- 英语会话教科书
- 新世纪英文读本
- 初学英文规范
- 共和国教科书英文读本
- Fong Foo Sec, The problem of teaching English to the Chinese, 1906
- 鄺富灼，远东的国际关系，约1926年（该书为英文）

## 家庭
鄺富灼育有四女一子。長女鄺文美；女婿宋淇，文學家、翻譯家。

## 延伸阅读
[在维基数据编辑]
 《游美同學錄·鄺富灼》，出自《游美同學錄》